# 高當縣
高當縣為緬甸德林達依省轄下的縣，其區域面積為9,178.3平方公里，2014年人口221,738人。該縣下轄1個鎮區。高當為該縣之首府。

## 行政区划
高当县下辖1镇区：
- 高當鎮區（Kawthaung Township）